# Гузун, Михаил Семёнович
Миха́ил Семёнович Гузу́н (укр. Михайло Семенович Гузун; род. 13 октября 1949 года, Трифауцы, Молдавская ССР) — советский и украинский педагог, хореограф, балетмейстер. Народный артист Украины (1994), Заслуженный работник культуры Украинской ССР (1985). Мастер искусств Молдавии (1999).

## Биография
В 1966-68 гг. — артист балета Государственного ансамбля танца Молдавской ССР «Жок» (Кишинев).
В 1973-м году окончил Краснодарский институт культуры (преподаватели — Л. Нагайцева, В. Баранникова). 
С 1973 — в Житомире: руководитель танцевального кружка, художественный руководитель детского хореографического ансамбля «Солнышко» Дворца пионеров и школьников. С 1991 года преподает в Центра детской хореографии. С 1993 — директор школы хореографического искусства «Солнышко», коллектив которой получил гран-при на Всеукраинском фестивале им. П. Вирского в 1994 году. С 2000 — доцент Житомирского государственного университета.
Автор 2-х концертных программ: «Украина и культура народов, живущих на её территории» (1985), «Танцы народов мира» (2000, вместе с женой Т. Гузун).

## Награды и звания
Полный кавалер ордена «За заслуги»:
- Орден «За заслуги» 1-й степени (14 октября 2009) — за весомый личный вклад в развитие культурно-художественного наследия Украины, высокое профессиональное мастерство и активное участие в проведении Фестиваля искусств Украины[2];
- Орден «За заслуги» 2-й степени (18 августа 2006) — за значительный личный вклад в социально-экономический, культурное развитие Украинского государства, весомые трудовые достижения и по случаю 15-й годовщины Независимости Украины[3];
- Орден «За заслуги» 3-й степени (8 мая 1999) — за личный вклад в развитие национальной культуры и искусства, весомые творческие достижения[4]

Почётные звания:
- Народный артист Украины (4 мая 1994) — за значительный личный вклад в развитие украинской культуры, высокое профессиональное мастерство[5]
- Заслуженный работник культуры Украинской ССР (1985)
- Мастер искусств Молдавии (24 мая 1999) — за выдающиеся успехи в творческой деятельности и особые заслуги в развитии и укреплении культурного сотрудничества между Республикой Молдова и Украиной[6].

Другие награды:
- Почётная грамота Кабинета Министров Украины (1 ноября 2003) — за весомый личный вклад в развитие украинской культуры, высокий профессионализм[7]

## Семья
Муж Татьяны Гузун